# Vladimir Dolničar (partizan)
Vladimir Dolničar (partizansko ime Rudi), delavec, slovenski partizan in narodni heroj, * 13. marec 1919, Šujica, † 18. marec 1943, Belška grapa.

## Življenjepis
Vladimir Dolničar, brat Ivana Dolničarja, se je že zelo zgodaj vključil v delavsko gibanje. Član KPS je postal januarja 1941. Po okupaciji je postal organizator NOB na Dobrovi in okolici. Leta 1942 je postal član rajonskega komiteja KPS Ljubljana-Vič in vodja VOS; spomladi istega leta je odšel v partizane in v Dolomitskem odredu postal politični komisar in kasneje komandant bataljona. V bojih pri Belški grapi je bil hudo ranjen in se je sam ustrelil, da ne bi prišel v roke sovražniku.

## Odlikovanja
- Red narodnega heroja